# Pisa Sporting Club 1926-1927
Questa pagina raccoglie i dati riguardanti il Pisa Sporting Club nelle competizioni ufficiali della stagione 1926-1927.

## Rosa
| N. |                   | Ruolo | Calciatore           |
| -- | ----------------- | ----- | -------------------- |
|    | Italia (bandiera) | C     | Lamberto Anichini    |
|    | Italia (bandiera) | A     | Bianchi              |
|    | Italia (bandiera) | C     | Athos Artigiani      |
|    | Italia (bandiera) | C     | Vasco Artigiani      |
|    | Italia (bandiera) | P     | Angelo Bedini        |
|    | Italia (bandiera) | D     | Alberto Bracci       |
|    | Italia (bandiera) | C     | Nicola Corsetti (II) |
|    | Italia (bandiera) | C     | Danovaro             |
|    | Italia (bandiera) | A     | Marino Favati        |

| N. |                   | Ruolo | Calciatore          |
| -- | ----------------- | ----- | ------------------- |
|    | Italia (bandiera) | A     | Alfio Gagliardi     |
|    | Italia (bandiera) | D     | Luigi Giuntoli      |
|    | Italia (bandiera) | D     | Alessandro Grassini |
|    | Italia (bandiera) | D     | Ivano Guerrini      |
|    | Italia (bandiera) | C     | Marazzini           |
|    | Italia (bandiera) | C     | Sorbi               |
|    | Italia (bandiera) | D     | Aldo Vettori        |
|    | Italia (bandiera) | P     | Ezio Vettori        |